# Cephalotes palta
Espèce
Synonymes

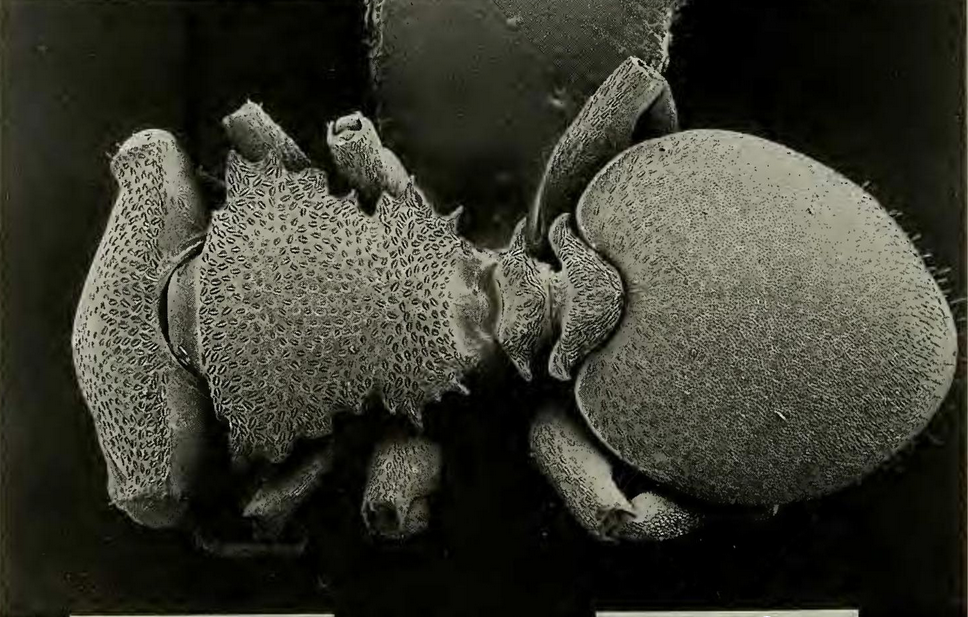
Corps de Cephalotes palta, vue dorsale (De Andrade, 1999)

Cephalotes palta est une espèce de fourmis arboricoles du genre Cephalotes,.

## Distribution
Cette espèce est endémique de la moitié nord de l'Amérique du Sud, de l'état brésilien Minas Gerais au sud-est, jusqu'au nord de la Colombie (état de Magdalena).

## Description
Comme les autres espèces du genre Cephalotes, elles sont caractérisées par l'existence de soldats spécialisés dotés d'une tête surdimensionnée et plate ainsi que des pattes plus plates et plus larges que leurs cousines terrestres. 
L'espèce peut parfois être confondue avec C. conspersus.
Elle fut décrite et classifiée par l'entomologiste brésilienne Maria de Andrade en 1999, qui lui donna son nom actuel.

## Étymologie
- Cephalotes : « de la tête », « avec une tête développée »[6]

- Le terme palta fait référence à l'avocatier en espagnol[7], qui peut être utilisé par les colonies de C. palta.

## Publication originale
Maria L. de Andrade & Cesare Baroni Urbani Basel, « Diversity and Adaptation in the Ant Genus Cephalotes Past and Present (Hymenoptera, Formicidae) », Staatliches Museum für Naturkunde, 1999, 899 pages (Lire en ligne).